# Королевский филармонический оркестр
Королевский филармонический оркестр (КФО, англ. Royal Philharmonic Orchestra) — симфонический оркестр в Лондоне. КФО широко гастролирует, иногда его называют «госоркестром Великобритании» (англ. Britain's national orchestra).

## Исторический очерк
КФО был основан в 1946 году сэром Томасом Бичемом, а свой первый концерт сыграл в Лондоне 15 сентября 1946 года. Бичем был главным дирижером до самой своей кончины в 1961 году. Под его руководством оркестр дебютировал (в 1950 году) в США. С 1961 оркестром руководил Рудольф Кемпе (с 1970 года почётный дирижёр пожизненно). Впоследствии музыкальными руководителями и главными дирижёрами оркестра были Антал Дорати, Вальтер Веллер, Андре Превин, Владимир Давидович Ашкенази. В 1992 году главным дирижёром был назначен Ю. Х. Темирканов. В 1996—2009 гг. оркестр возглавлял Даниэле Гатти. С 2009 году художественный руководитель и главный дирижёр — Шарль Дютуа.
После смерти Бичема оркестр реорганизовался в самоуправляемое общество с ограниченной ответственностью и вскоре столкнулся с первыми трудностями. Королевское филармоническое общество решило не задействовать КФО в своих концертах 1963 года. Начиная с 1964 года вместо КФО на Глайндборне играет Лондонский филармонический оркестр. Тогда же руководство Ройял Фестивал-холла также прервало свои отношения с КФО. Часть основных музыкантов покинула оркестр, а Кемпе ушёл с поста главного дирижёра (впрочем, он вскоре вернулся). При поддержке Малколма Сарджента оркестр с успехом начал проводить свои концерты в помещении кинотеатра Swiss Cottage в пригороде Лондона.
Вторая угроза существованию оркестра возникла в 1984 году, когда в проводившемся от имени Совета по культуре (англ. Arts Council) обзоре журналист У. Риз-Могг высказался о том, что Англии не хватает хорошего симфонического оркестра на востоке страны: КФО предлагалось переехать в Ноттингем. Другой доклад Совета по культуре рекомендовал КФО присоединиться к Лондонскому симфоническому оркестру и совместно в качестве площадки использовать Барбикан-центр; ни то ни другое предложение не было воплощено в жизнь.
В 1992 году оркестр назначил Питера Максвелла Дэвиса ассоциированным дирижёром и штатным композитором КФО. 7 апреля 1994 года Королевский Филармонический оркестр под руководством Гилберта Ливайна выступал в Ватикане на историческом «Папском Концерте Памяти Жертв Холокоста». Концерт вел лауреат премии «Оскар» Ричард Дрейфус. Партию виолончели исполнял Линн Харрелл. В июле 2008 года было объявлено, что площадкой КФО уже пятый год подряд останется Лоустофт (англ. Lowestoft) в Саффолке. В этом самом восточном городке Англии оркестр даёт 4 концерта в год.

## Записи
С первых дней образования оркестра и до самой смерти Бичема, КФО сделал под его руководством огромное количество записей для лейблов Columbia Records, RCA Victor и EMI.
Одной из первых стереофонических записей оркестра стала исполненная в 1955 году симфоническая поэма «Тапиола» Яна Сибелиуса, записанная на EMI.
В 1964 году совместно с КФО свою оперу «Похождения повесы» записал Игорь Фёдорович Стравинский.
В период с 1964 по 1979 гг. КФО, совместно с оперной труппой D’Oyly Carte, записывал оперы Гилберта и Салливана для лейбла Decca Records.
В 1986 году оркестр запустил собственный лейбл звукозаписи — RPO Records, заявив, что это первый в мире «звукозаписывающий лейбл, собственником которого является симфонический оркестр».
Помимо записей классического репертуара, КФО записал несколько саундтреков, в том числе для фильмов «Красные пуанты» и «Сказки Гофмана» Майкла Пауэлла и Эмерика Прессбургера.
Записанная КФО обширная коллекция недорогих компакт-дисков была выпущена в Германии лейблом The International Music Company AG (TIM AG). В основном эти диски представлены на европейском рынке.

## Главные дирижёры
- Томас Бичем (1946—1961)
- Рудольф Кемпе (1962—1975)
- Антал Дорати (1975—1978)
- Вальтер Веллер (1980—1985)
- Андре Превин (1985—1992)
- Владимир Ашкенази (1987—1994)
- Юрий Темирканов (1992—1998)
- Даниэле Гатти (1996—2009)
- Шарль Дютуа (2009—2018)
- Василий Петренко (с 2021)

## Работа, не связанная с классической музыкой
Королевским филармоническим концертным оркестром, ассоциированным с Королевским филармоническим оркестром в настоящее время руководит Элли Эплби.
Его предназначение — исполнение более «легких» классических произведений.
Он был образован в 1987 году, придя на смену Королевскому филармоническому поп-оркестру (англ. Royal Philharmonic Pops Orchestra).
Музыканты КФО принимали участие во многих записях неклассической музыки,
в том числе «Yanni Live at the Acropolis», концерте, проводившемся в Греции в 1993 году, на котором дирижировал Шахрдад Рохани;
в серии звукозаписей «Hooked on Classics»; оркестровых аранжировках музыки рок-групп Pink Floyd, Oasis, Queen, U2 и ABBA;
в записи песни и альбома, «Art of Life» японской рок-группы X Japan, написанной Ёсики Хаяси;
официальной музыкальной темы Лиги чемпионов УЕФА;
песен на альбоме 2004 года «A Semblance of Normality» британской фолк-метал-группы Skyclad;
альбома «Symphonic Rock: A Symphony of Hits 2004»; а также в записи музыкальной темы спортивной программы канала Би-би-си «Grandstand» в 1982 году.
Сингл «Hooked On Classics» в исполнении Королевского филармонического оркестра попал на 10-ю строчку хит-парада США в 1981—1982 гг.
Оркестр записал музыкальную тему для Радио Меркьюри, выступившего спонсором нескольких концертов.
Королевский филармонический оркестр запишет музыку к следующим мультипликационным версиям фильмов: Star Tours (совместно с Джоном Уильямсом), Power Rangers: Super Legends (совместно с Грэмом Ревеллом) и Captain EO (совместно с Джейсмом Хорнером).